# Lebombobergen
Lebombobergen är en 80 mil lång bergskedja i södra Afrika som sträcker sig från Hluhluwe i KwaZulu-Natal i söder till Punda Maria i Limpopoprovinsen i Sydafrika.
Bergskedjan ligger i Sydafrika, Moçambique och Swaziland. Kruger nationalpark och Phongolo Naturreservat skyddar delar av bergskedjan.